# Крішень (комуна)
Крішень, Крішені (рум. Crișeni) — комуна у повіті Селаж в Румунії. До складу комуни входять такі села (дані про населення за 2002 рік):
- Гирчею (751 особа)
- Крістур-Крішень (456 осіб)
- Крішень (1236 осіб) — адміністративний центр комуни

Комуна розташована на відстані 390 км на північний захід від Бухареста, 5 км на північ від Залеу, 65 км на північний захід від Клуж-Напоки.

## Населення
За даними перепису населення 2002 року у комуні проживали 2443 особи.
Національний склад населення комуни:
| Національність | Кількість осіб | Відсоток |
| -------------- | -------------- | -------- |
| румуни         | 1559           | 63,8%    |
| угорці         | 785            | 32,1%    |
| цигани         | 99             | 4,1%     |

Рідною мовою назвали:
| Мова      | Кількість осіб | Відсоток |
| --------- | -------------- | -------- |
| румунська | 1656           | 67,8%    |
| угорська  | 787            | 32,2%    |

Склад населення комуни за віросповіданням:
| Релігія        | Кількість осіб | Відсоток |
| -------------- | -------------- | -------- |
| православні    | 1628           | 66,6%    |
| реформати      | 746            | 30,5%    |
| баптисти       | 33             | 1,4%     |
| греко-католики | 18             | 0,7%     |
| п'ятдесятники  | 10             | 0,4%     |
| римо-католики  | 7              | 0,3%     |
| адвентисти     | 1              | < 0,1%   |